# 宝兴列当
宝兴列当（学名：Orobanche mupinensis）为列当科列当属下的一个种。

## 扩展阅读
維基物種上的相關：宝兴列当